# مقتل ديانا كريمين
ديانا ج. كريمين (26 مارس 1978 - مارس 30 ، 1995)  كانت ضحية قتل أمريكية عمرها 17 عامًا من سومرفيل ، ماساتشوستس.

## السيرة الذاتية
كانت كريمين طالبة في مدرسة سومرفيل الثانوية، كانت متطوعة في تلفزيون سومرفيل وأيضًا عملت مع تلاميذ الصف الثالث في برنامج تنمية الطفل في مدرستها وعملت في ستار ماركت أيضًا.

### مقتلها
في 29 مارس، 1995 ، تبعت ديانا كريمين روتينها المعتاد يوم الأربعاء للخروج مع الأصدقاء وزيارة صديقها. كان حظر التجول الساعة 10 مساء. عندما لم تكن في المنزل بحلول منتصف الليل، حاولت والدتها دون جدوى الوصول إليها على جهاز النداء الخاص بها. صديقها، اعتبر آخر شخص يرى كريمين على قيد الحياة، أعترف بمرافقتها لمنزلها في تلك الليلة، لكنه تركها في منتصف الطريق، والتي وفقا لوالد ديانا، كانت غير عادية، حيث أنه كان يرافقها دائما طوال الطريق إلى المنزل قبل تلك الليلة.